# Kimi Goetz
Kimberley Goetz (conocida como Kimi Goetz; Flemington, 13 de agosto de 1994) es una deportista estadounidense que compite en patinaje de velocidad sobre hielo.
Ganó dos medallas de plata en el Campeonato Mundial de Patinaje de Velocidad sobre Hielo en Distancia Individual, en los años 2023 y 2024. Participó en los Juegos Olímpicos de Pekín 2022, ocupando el séptimo lugar en la prueba de 1000 m.

## Palmarés internacional
| Campeonato Mundial en Distancia Individual | Campeonato Mundial en Distancia Individual | Campeonato Mundial en Distancia Individual | Campeonato Mundial en Distancia Individual |
| Año                                        | Lugar                                      | Medalla                                    | Prueba                                     |
| ------------------------------------------ | ------------------------------------------ | ------------------------------------------ | ------------------------------------------ |
| 2023                                       | Heerenveen (Países Bajos)                  | Medalla de plata                           | Velocidad por equipos                      |
| 2024                                       | Calgary (Canadá)                           | Medalla de plata                           | 500 m                                      |